# Bousculade du 11 mars 1918 à la station Bolivar
La bousculade du 11 mars 1918 à la station Bolivar est un mouvement de foule meurtrier survenu durant la Première Guerre mondiale, dans la nuit du 11 au 12 mars 1918, à la station Bolivar du métro de Paris.
Alors que le 19e arrondissement de Paris subit un bombardement de l'aviation allemande, la population cherche à se réfugier dans la station, aménagée en abri antiaérien, mais se heurte à des portes d'accès ne s'ouvrant que vers l'extérieur. Dans la panique, de nombreuses personnes meurent étouffées ou écrasées contre les portes. Malgré le nombre important de victimes, qui n'a jamais été déterminé avec certitude, ce drame demeure aujourd'hui méconnu, s'étant confondu avec le lourd bilan des bombardements.

## Contexte
Durant toute la Première Guerre mondiale, l'armée allemande effectue des bombardements meurtriers sur la région parisienne. Les obus et torpilles sont d'abord principalement largués depuis des aéronefs et des dirigeables. À partir de 1918, les Allemands entreprennent également une large campagne de bombardements sur Paris à l'aide des Pariser Kanonen de Krupp, dits « Grosse Bertha », trois canons fixes à longue portés situées derrière les lignes ennemies, à 120 km de Paris.
Dès le début des raids aériens sur Paris, les autorités avaient pris la décision d'aménager en abri les stations de métro les plus profondes. Lors des bombardements, le trafic était immédiatement interrompu et l'alimentation électrique coupée, de façon que la population puisse se réfugier sur les voies.

## Les faits

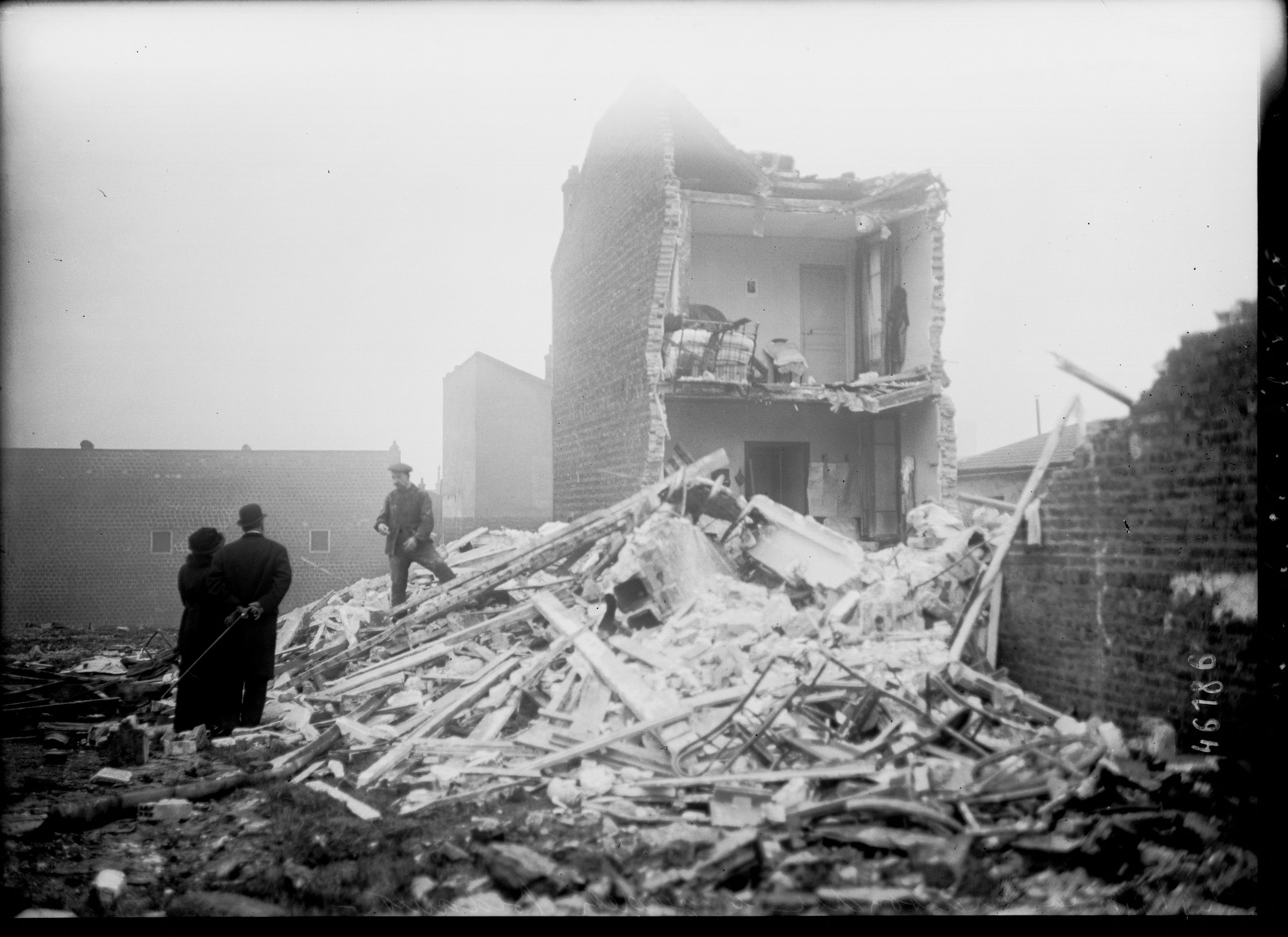
Paris bombardé par un Zeppelin, ici en 1916.

Le 11 mars 1918, vers 21 h, le système de lutte antiaérienne détecte des aéronefs allemands au-dessus de Paris, et donne l'alerte. Les tirs de la DCA inquiètent les habitants du quartier des Buttes-Chaumont, qui viennent chercher refuge dans la station Bolivar, alors située sur la ligne 7 du métro de Paris. Celle-ci est en effet aménagée en abri en raison de son importante profondeur.
Mais les stations de métro étaient alors dotées, au pied des escaliers d'accès, de portes d'entrée ou de sortie qui, de façon réglementaire, ne s'ouvraient que dans un seul sens. Se heurtant à la partie des portes bloquées de l'extérieur, la foule paniquée s'agglutine à l'entrée de la station et cherche à forcer le passage. Les premiers venus se retrouvent alors pris dans une bousculade infernale et sont étouffés contre les portes. Lorsque celles-ci finissent par céder sous la pression, la marée humaine se déverse jusqu'à la salle des billets et, dans une confusion extrême, certains meurent piétinés dans les escaliers.
L'alerte prend fin aux alentours de minuit. Le président de la République, Raymond Poincaré, est averti des dommages causés par l'attaque allemande, et se rend aussitôt auprès des victimes, qui ont été rassemblées dans la caserne du Château-d'Eau et à la chapelle Saint-Louis.

## Bilan et conséquences
Aucun bilan humain officiel de ce drame n'a jamais été dressé par les autorités. Si le nombre de blessés — 31 — est connu avec certitude, le nombre de morts fait l'objet de divergences. Dans son journal du 12 mars, le lendemain du drame, Raymond Poincaré avance le nombre de 36 victimes, mais les estimations ultérieures font l'état d'environ 60 à 70 morts. L'historien des chemins de fer Jean Robert donne quant à lui le nombre de 66 tués. L'ensemble des observateurs note toutefois que de nombreux enfants et femmes se trouvent parmi les victimes,.
Malgré l'ampleur du drame, la bousculade passe alors relativement inaperçue, se fondant dans les très nombreuses victimes du bombardement : les sauveteurs recensent au total 103 tués et 101 blessés dans toute la région parisienne. Il s'agit du raid aérien le plus meurtrier parmi ceux menés sur Paris durant le conflit. Les autorités tiennent cependant compte de cette catastrophe, et décident de prendre des mesures visant à empêcher un tel drame de se reproduire. Sur ordre de la préfecture, les portes d'accès sont retirées de toutes les stations aménagées en abri. Ultérieurement, l'ensemble du réseau verra ses portes remplacées afin que celles-ci puissent s'ouvrir dans les deux sens, disposition qui demeure encore aujourd'hui sur les portillons automatiques.
Une catastrophe semblable se produit le 3 mars 1943 à la station Bethnal Green dans le métro de Londres, où 173 personnes perdent la vie dans un mouvement de foule alors qu'elles essaient de descendre dans la station pour échapper à un bombardement.